# Sankt Augustin
Sankt Augustin este un oraș din landul Renania de Nord-Westfalia, Germania.

## Istoric
De la sfârșitul celui de-al doilea război mondial și până în data de 31 decembrie 2007 sediul poliției federale germane (Bundespolizei) a fost la Sankt Augustin.
În prezent la Sankt Augustin a rămas sediul GSG 9, unitatea antiteroristă a poliției federale germane, iar celelalte unități au fost mutate la Potsdam.
1. ↑  Alle politisch selbständigen Gemeinden mit ausgewählten Merkmalen am 31.12.2018 (4. Quartal) (în germană), Statistisches Bundesamt[*], arhivat din original la 10 martie 2019, accesat în 10 martie 2019